# Cronologia da evolução humana
Esta cronologia da evolução mostra os maiores eventos no desenvolvimento da nossa espécie e a evolução dos nossos ancestrais, não se explicando sobre a evolução que originou leões, dinossauros ou aves. Ela contém uma ampla explicação sobre os animais, espécies ou gêneros, que possivelmente são ancestrais do Homo sapiens. Em seu início, está a origem da vida; e apresenta-se uma possível linha de descendentes que vai direto aos humanos. Essa cronologia é baseada em estudos de paleontologia, ontogenia, morfologia, anatomia e genética.

## Cronologia
BdA = Bilhões de anos antes da era atual
MdA = Milhões de anos antes da era atual
MAA = Milhares de anos antes da era atual
| Data    | Evento |
| ------- | --- |
| 4 BdA   | As formas de vida mais antigas aparecem, possivelmente derivadas de moléculas de RNA reprodutoras. A cópia/reprodução/réplica dessas moléculas requerem recursos com energia, espaço e blocos menores para esta construção, os quais logo se tornam limitados, resultando em competição. A seleção natural favorece aquelas moléculas que são mais eficientes em sua reprodução. Moléculas de DNA então tomam o lugar de principais replicadores. Eles então desenvolvem por dentro uma membrana confinada, que fornece um ambiente físico e químico estável que causa suas reproduções - o nascimento das protocélulas; e dos sistemas "bióticos", mais conhecidos como progenotas. |
| 3,9 BdA | Células similares a procariotos aparecem. Estes primeiros organismos usam o dióxido de carbono como recurso e oxidam materiais inorgânicos para extrair energia. Depois, os procariotos desenvolvem a glicólise, um grupo de reações químicas que libera a energia das moléculas orgânicas como a glicose. A glicólise gera moléculas ATP como uma fonte de energia para períodos curtos de tempo; e a ATP continua a ser usada em quase todos os organismos que não sofreram mutação até hoje. |
| 2,5 BdA | Primeiros organismos a utilizar oxigênio. Há 2400 Mda, no que é chamado de Grande Evento de Oxigenação, as formas de vida anaeróbicas pré-oxigênio são exterminadas pelas cianobactérias fotossintetizantes produtoras de oxigênio. Mas estas cianobactérias não são antepassadas da linhagem humana, e sim organismos procariontes não-fotossintetizantes. |
| 2,1 BdA | Células mais complexas aparecem: os eucariontes, contendo várias organelas. Estes parecem ter evoluído de comunidades simbióticas de procariontes: provavelmente a união simbiótica de uma arquea que passou a abrigar bactérias capazes de utilizar o oxigênio. Estas dariam origem às mitocôndrias. A origem da célula eucariótica é um marco na evolução da vida: seus altos níveis de complexidade de organização iriam permitir posteriormente o desenvolvimento de verdadeiros organismos multicelulares. |

| Data          | Evento |
| ------------- | --- |
| 1,5 BdA       | É neste momento que ocorre a separação da linhagem dos antepassados dos vegetais e algas unicelulares da linhagem dos antepassados dos protozoários, fungos e animais. Além das bactérias, os antepassados dos vegetais passaram a abrigar cianobactérias em seu interior; e estas dariam origem aos cloroplastos presente nas células vegetais. A linhagem dos fungos e animais também se separa nesta época. Uma característica que coloca os fungos em um reino diferente dos animais é a quitina em suas paredes celulares. Semelhante aos animais, os fungos são heterotróficos; eles adquirem seus alimentos absorvendo moléculas dissolvidas, normalmente secretando enzimas digestivas em seu ambiente. Diferente dos vegetais, os fungos não fotossintetizam. |
| 1,2 BdA       | A reprodução sexual evolui e resulta numa explosão na taxa de evolução. |
| 900 MdA       | Há quem diga que os protozoários coanoflagelados são considerados ancestrais de todo o reino animal; e em particular podem ser os ancestrais diretos das esponjas. Os coanócitos (células colar) das esponjas têm a mesma estrutura básica em relação aos coanoflagelados. Células colar são ocasionalmente achadas em alguns outros grupos animais, como as platelmintos. Os coanoflagelados expressam algumas das proteínas relacionadas com adesão celular em animais como caderinas e tirosinas cinases; e tais proteínas afetam sua proliferação celular. Entretanto, comparações de sequências de DNA não sustentam a ideia de uma afiliação próxima entre coanoflagelados e animais. Estudos comparativos de RNA ribossomal contradizem muitas das afirmações tradicionais sobre a filogenia das esponjas e sua relação com os coanoflagelados viventes (que, ao contrário do que se afirma, parece ser um grupo monofilético derivado). A única similaridade palpável de coanoflagelados e coanócitos de esponjas é puramente morfológica, pois que há um flagelo rodeado por um colar feito de tentáculos de pseudópodos. Aparentemente, nos dois casos, o colar e o flagelo formam um sistema eficiente na filtragem de alimentos; e suas semelhanças podem se dever a isso, muito mais do que a ancestralidade, ainda carente de evidências sólidas. Há também quem diga que os coanoflagelados é que são derivados de esponjas. Não há também nenhuma evidência de que havia coanoflagelados há 900 MdA. Sua colocação neste ponto é puramente especulativa, baseada na hipótese de que sejam ancestrais dos primeiros animais. |
| 850 MdA       | Proterospongia é o melhor exemplo de como o ancestral de todos os animais deve ter se parecido. Estes protozoários vivem em colônias e mostram um nivel primitivo de especialização das células para diferentes tarefas. As similaridades entre proterospongia e esponjas são evidências fortes de relação próxima entre coanoflagelados e animais. A Proterospongia não é o ancestral direto das esponjas, mas deve ser bem semelhante ao ancestral delas e de todos os animais multicelulares. |
| 700 MdA       | Acredita-se que os animais multicelulares mais primitivos que apareceram na Terra foram criaturas parecidas com esponjas. Elas são os animais mais simples que conhecemos, com tecidos parcialmente diferentes e pouca diferenciação celular; e não têm músculos, nervos e nem órgãos internos. Pela evolução genética, as esponjas são os animais mais velhos que existem hoje. De certo modo, estão mais próximos de serem colônias de células do que de organismos multicelulares. |
| 660 MdA       | O movimento de todos os animais deve ter começado com os cnidários. Quase todos possuem nervos e músculos; e por serem os animais mais simples a possuí-los, seus ancestrais diretos eram muito similares aos primeiros animais a usarem nervos e músculos juntamente. Cnidários são também os primeiros animais com uma forma definitiva de corpo, apresentando simetria radial. |
| 550 MdA       | Os platelmintos ou vermes achatados são os animais mais antigos a terem um cérebro; e os animais vivos mais simples a terem uma simetria bilateral. Eles são também os animais mais simples constituídos de três camadas germinativas. Por volta desse período, o ancestral comum dos insetos e dos humanos se especiou. |
| 541 MdA       | Os filos animais mais conhecidos aparecem no registro fóssil como espécies marinhas durante a explosão cambriana. Atualmente, as hipóteses filogenéticas propostas organizam os animais em quatro grande grupos: um grupo basal, incluindo os poríferos e cnidários; e três grupos de Bilateria: Deuterostômios, Lofotrocozoários e Ecdysozoários, além de grupos com a posição ainda incerta na árvore dos Metazoa. Deuterostômios: descendentes do último ancestral em comum da linhagem cordada [humana], Equinoderma (estrelas do mar, ouriços do mar, pepinos do mar, etc.) e Hemicordada (Enteropneusta e graptólitos). Vermes hemicordados como o Enteropneusta são considerados mais próximos da linhagem que deu origem aos cordados e equinodermos do que outros tipos de vermes. Por exemplo: vermes do filo Nemertea e Annelida seriam mais próximos dos moluscos (Lophotrochozoa), enquanto os filos Nematoda e Onychophora seriam mais próximo dos artrópodes (Ecdysozoa) Os Enteropneustas possuem um sistema circulatório com coração que também funciona como um rim. Os vermes Acorn possuem brânquias para respirar, cuja estrutura é similar a dos peixes primitivos. Os Acorn também são citados como sendo uma ligação entre os os vertebrados e os invertebrados. |
| 530 MdA       | O mais antigo ancestral conhecido dos cordados é a Pikaia. Baseando-se nos conhecimentos atuais, foi um dos primeiros animais com notocorda. É possível que seja a ancestral comum de todos os cordados e vertebrados. Outro fóssil conhecido semelhante aos cordados é de um conodonte, um animal em forma de enguia, de 4 a 20 centímetros de comprimento, com um par de olhos enormes na extremidade da cabeça e uma complexa coroa de dentes. Os cefalocordados, animais que ainda vivem nos dias de hoje, têm muitas das características dos cordados primitivos. São bastante parecidos com a Pikaia. |
| 505 MdA       | Os Agnatha foram os primeiros vertebrados e precursores dos peixes. Até recentemente, a mais antiga evidência de vertebrados consistia de fósseis de ostracodermes, animais cobertos por armaduras ósseas que se assemelham a peixes modernos, porém sem mandíbulas e nadadeiras funcionais. Datam de cerca de 480 MdA. Achados mais recentes do cambriano inferior da China estendem o registro fóssil para cerca de 530 MdA; e apresentam vertebrados pequenos (com cerca de 3 cm) semelhantes a peixes, sem qualquer evidência de ossificação ou armaduras mineralizadas. Haikouichthys e Myllokunmingia são exemplos desses peixes sem mandíbulas, ou Agnatha. Seus esqueletos internos eram cartilaginosos. Eles não tinham as barbatanas emparelhadas (peitorais e pélvicas) dos peixes mais avançados. |
| 480 MdA       | Os Placodermi eram peixes pré-históricos cobertos por pesadas armaduras ósseas que se articulavam entre a cabeça e o tórax. Estão entre os primeiros peixes a terem mandíbulas evoluídas dos primeiros pares de arcos branquiais. Também possuíam nadadeiras que auxiliavam na locomoção. Recentes descobertas fósseis, no noroeste da Austrália, revelaram estruturas relacionadas com a fecundação interna (clásperes), que tinham por função introduzir os espermatozoides nas fêmeas. Essas evidências remontam a origem da cópula, que antes se pensava ter surgido nos Chondrichthyes (tubarão, arraia) há entre 350 e 375 MdA. Essa e outras descobertas sugerem que os placodermos poderiam ser ancestrais dos Chondrichthyes e também dos acantódios. Estes últimos podem ter sido ancestrais da linhagem dos Osteichthyes (cavalo-marinho, robalo, enguia, atum, marlim, pirarucu, celacanto, etc.). |
| 410 MdA       | Os osteícties, nesta época, se dividem em duas linhagens: os Sarcopterygii e os Actinopterygii. Os Sarcopterygii são peixes ósseos com nadadeiras pares ósseas e carnudas. São distinguidos do seu grupo-irmão Actinopterygii por suas nadadeiras musculares com ossos articulados. Suas nadadeiras pares e pélvicas possuem articulações semelhantes aos membros de tetrápodes, sendo evidências de que essas nadadeiras poderiam possibilitar a vida na terra nos anfíbios. |
| 390 MdA       | Alguns peixes com nadadeiras lobuladas (Sarcopterygii) desenvolvem pernas e dão origem aos tetrápodes. Esses peixes usavam suas nadadeiras como remos em águas rasas. Panderichthys, um peixe pré-histórico, apresenta características de transição entre os peixes de nadadeiras lobadas e os tetrápodes primitivos . |
| 390 MdA       | Tiktaalik é um gênero de peixes Sarcopterygianos (barbatanas de lóbulos) com muitas características semelhantes aos tetrápodes. Ele mostra uma ligação clara entre Panderichthys e Acanthostega. |
| 315 MdA       | Acanthostega é um proto-anfíbio extinto; e está entre os primeiros animais a desenvolver membros. É candidato a ser o primeiro vertebrado a ter a capacidade de sair da água e se locomover em terra, com muita dificuldade. Possuía pulmões e brânquias, indicando que também foi um elo de ligação entre peixes de nadadeiras lobadas e vertebrados terrestres. Ichthyostega é um tetrápode recente, sendo um dos primeiros animais com pernas, braços e dedos ósseos. É tido como um híbrido entre um peixe e um anfíbio. Entretanto, suas pernas provavelmente não eram usadas para andar; eram capazes de passar períodos muito breves de tempo fora d'água; e podem ter utilizado suas pernas para deslocar-se em seu caminho através da lama. Os anfíbios foram os primeiros animais tetrápodes a desenvolverem pulmões. |
| 300 MdA       | Dos anfíbios, evoluíram os primeiros répteis (ou criaturas parecidas com estes). Hylonomus é o réptil mais antigo conhecido. Ele tinha 20 cm, incluindo a cauda; e provavelmente teria se parecido especialmente com lagartos modernos. Possuía pequenos dentes afiados; e provavelmente comia miriápodes e insetos. É um precursor dos mais recentes Amniotas e répteis que deram origem aos mamíferos. A evolução do ovo amniótico resulta no Amniota, réptil que pode se reproduzir em terra e levar os ovos para uma área seca, não necessitando retornar à água para reprodução. Esta adaptação conferiu-lhes a capacidade de colonizar planaltos pela primeira vez. Os répteis já possuem um avançado sistema nervoso quando comparados com os anfíbios. Possuem doze pares de nervos cranianos. |
| 256 MdA       | Pouco depois de terem aparecido os primeiros répteis, dois ramos se separaram. Um é o Synapsida, que apresentava um par de buracos em seus crânios atrás dos olhos, os quais eram usados para aumentar o espaço para os músculos do maxilar. O outro ramo é o Diapsida. Dos Diapsidas vieram os antepassados dos crocodilos, cobras, lagartos modernos, tuataras, tartarugas e dos dinossauros (incluindo as aves). Já dos Synapsidas, vieram os Therapsidas, que são ancestrais diretos dos mamíferos. Os Therapsidas mais antigos são os pelicossauros. Estes foram os primeiros animais a terem a abertura temporal no crânio. Pelicossauros não são Therapsidas, mas logo deram origem a eles. Os Therapsidas têm a abertura temporal do crânio maior e mais parecida com a dos mamíferos do que com a dos pelicossauros; seus dentes mostram mais divisão em série; e depois desenvolveram um segundo palato, que habilita o animal a comer e respirar ao mesmo tempo; e é um sinal de uma maneira de vida mais ativa; e talvez sangue quente. |
| 220 MdA       | Um sub grupo de terapsídeos, os cinodontes teria evoluído mais características similares aos mamíferos. As mandíbulas dos cinodontes assemelham-se mais aproximadamente às mandíbulas dos modernos mamíferos; e seus dentes são multicúspides e diferenciados. A mandíbula de cinodontes mais derivados já é formada de um só osso, o dentário, que se articula com o osso esquamosal, como nos mamíferos. Cinodontes são os ancestrais diretos de todos os mamíferos modernos. |
| 220 MdA       | Os Eucynodontes (cinodontes) vieram a ser os primeiros mamíferos. Os mais primitivos mamíferos eram pequenos e parecidos com musaranhos que alimentavam-se de insetos. Desenvolveram temperatura corporal constante e o neocórtex, região cerebral típica destes animais. Mamíferos Therianos (placentários e marsupiais) se especiaram dos monotremados (grupo de mamíferos que põe ovos, hoje representados pelo ornitorrinco e equidna) pouco depois do surgimento dos mamíferos. Todos estes têm glândulas mamárias para suas crias. |
| 161 MdA       | Ocorre a separação das linhagens dos marsupiais e placentários. Os marsupiais (canguru, coala, diabo-da-tasmânia, etc.) não são antepassados dos placentários. Ambos os grupos surgiram no Cretáceo na mesma época; e desde então competem pelos mesmos nichos ecológicos. Juramaia, um mamífero Eutheria, é o mais antigo placentário descoberto. Ele tinha a aparência dos modernos arganazes, escalando pequenos arbustos em Liaoning, China. Todos os mamíferos placentários, como morcegos, elefantes, cavalos, bois, peixes-boi, ratos, tigres, tatus, bichos-preguiça, baleias e os humanos descendem ou desse animal ou de um próximo a ele. |
| 125 MdA       | O último ancestral em comum de todos os mamíferos placentários vivos começa sua especiação. Ele se divide nas clades Boreoeutheria (que inclui os humanos), Xenarthra (tatus e preguiças) e Afrotheria (elefantes e peixes-boi). Boreoeutheria se divide em Laurasitheria (morcegos, cavalos, bois, lobos, tigres, baleias) e Euarchontoglires; e esta última se divide em Euarchonta (proto-primatas) e Glires (roedores, coelhos e lebres). |
| 80-70 MdA     | Um grupo de pequenos, noturnos e arborícolas mamíferos insetívoros, chamados Euarchonta, inicia especiação que irá resultar nas ordens primatas, tupaias e lêmures voadores. Os Primatomorpha são uma subdivisão dos Euarchonta, que inclui os primatas e os proto-primatas Plesiadapiformes. Um dos mais antigos proto-primatas é o Plesiadapis, que tem garras; e os olhos localizados em cada lado da cabeça, pois são mais rápidos no chão do que no topo das árvores. Mas estes começarão a passar mais tempo em partes baixas das árvores, alimentando-se de frutas e folhas. Um dos últimos Plesiadapiformes foi o Carpolestes simpsoni. Ele tinha tinha dedos preênseis, mas não olhos direcionados para a frente. |
| 65 MdA        | Os primatas divergiram nas subordens Strepsirrhini (primatas de "focinho úmido") e Haplorrhini (primatas de "focinho seco"). Os Strepsirrhini contém muitos dos prosímios; exemplos modernos incluem os lêmures e os lorises. Os prosímios tarsius, junto com os macacos e grandes macacos hominídeos são os Haplorrhines (ou seja, são mais próximos dos macacos do que dos lêmures). Um dos mais antigos entre os Haplorrhines é o Teilhardina asiatica, do tamanho de um rato, criatura diurna com pequenos olhos. |
| 30 MdA        | Os Haplorrhini dividem-se nas infraordens Platyrrhini e Catarrhini. Os Platyrrhini são os Macacos do Novo Mundo, ou seja, aqueles que habitam a América (sagui, bugio, macaco-aranha, etc.). Já os Catarrhines (babuínos, langures, etc.), são mais localizados na África e Ásia do que noutros continentes. Um ancestral dos Catarrhines provavelmente é Aegyptopithecus. Outros antigos Catarrhines incluem Bugtipithecus inexpectans, Phileosimias kamali e Phileosimias brahuiorum, os quais são todos similares aos atuais lêmures. Logo os machos Catarrhine ganharam visão colorida, mas perderam a sensibilidade aos feromônios. |
| 25 MdA        | Os Catarrhini dividiram-se em duas superfamílias: "Macacos do Velho Mundo" (Cercopithecoidea) e "Grandes primatas" [GP]. Proconsul foi o mais antigo gênero dos primatas Catarrhine. Eles têm um misto de características de "Macaco do Velho Mundo" e GP. Características dos Proconsul como as dos macacos incluem esmalte dos dentes fino, uma compleição leve com um tórax estreito e membros anteriores curtos; e um estilo de vida arborícola quadrúpede. Suas características de GP são a ausência de cauda, cotovelos como dos "grandes macacos" (orangotangos, gorilas, chimpanzés e humanos) e um cérebro levemente maior, relativamente ao tamanho do corpo. Proconsul africanus é um possível ancestral, tanto de grandes e pequenos macacos, quanto dos humanos. |
| 15 MdA        | Ancestrais do humanos especiam-se dos ancestrais dos gibões. |
| 13 MdA        | Ancestrais dos humanos especiam-se dos ancestrais dos orangotangos. Acredita-se que Pierolapithecus catalaunicus seja um ancestral comum dos humanos e dos GPs, ou ao menos uma espécie que nos leve mais perto de um ancestral comum do que qualquer descoberta fóssil anterior. Pierolapithecus tem adaptações especiais para o escalar de árvores, só como humanos e outros GPs fazem: um largo e plano conjunto de costelas, uma forte e mais baixa coluna, pulsos flexíveis e omoplatas que situavam-se ao longo de suas costas. |
| 10-9 MdA      | Ancestrais humanos especiam-se dos ancestrais dos gorilas. Devido ao grande número de fósseis de GPs encontrados na Europa e na Ásia Ocidental, alguns especulam que os GPs africanos começaram a se especiar ainda nesses lugares, mas isso é incerto. |
| 7 MdA         | Ancestrais humanos especiam-se dos ancestrais dos chimpanzés. O último ancestral em comum talvez seja o Sahelanthropus tchadensis. O mais antigo no ramo humano é o Orrorin tugenensis (Millennium Man, Quênia), com 6 milhões de anos. Tanto chimpanzés quanto humanos têm laringe que reposiciona-se durante os dois primeiros anos de vida para uma localização entre a faringe e os pulmões, indicando que os ancestrais em comum tinham esta característica, uma precursora da fala. |
| 4,4 MdA       | Ardipithecus ramidus vivem no que hoje é a Etiópia. Ardipithecus era arbóreo, significando que vivia amplamente na floresta, onde competia com outros animais da floresta por comida, sem dúvida incluindo entre estes os antepassados dos chimpanzés. Ele provavelmente era bípede, como evidenciado pela pelve em forma de tigela, pelo ângulo do forame magno e pelos ossos mais finos do pulso, embora seus pés ainda estivessem adaptados para agarrar em vez de caminhar por longas distâncias. A espécie provavelmente era um bípede facultativo: bípede ao se mover no chão, mas quadrúpede quando se movia em galhos de árvores. |
| 3,7 MdA       | Alguns Australopithecus afarensis deixam pegadas em cinzas vulcânicas em Laetoli, Quênia (norte da Tanzânia). Australopithecus eram totalmente bípedes; e seus pés se parecem mais com os pés humanos do que os dos chimpanzés. |
| 3,5 MdA       | Kenyanthropus e Paranthropus ,outros macacos bípedes, convivem com os Australopithecus. |
| 3,5 MdA       | Os bípedes australopithecinos (antigo homininos) vivem nas savanas da Africa. Eles viviam em grupos; eram provavelmente onívoros que usavam pedras para quebrar ossos e comer medula óssea; e eram predados por grandes felinos e, no caso de crianças, por aves de rapina gigantes. Perda de cabelo corporal provavelmente começa no período de 3-2 MdA. |
| 2,5 MdA       | Pensa-se que o Homo habilis é o ancestral do mais esguio e sofisticado Homo ergaster, o qual por sua vez deu origem a espécies com aparência mais humana, como o Homo erectus. O Homo habilis aparenta ser o primeiro ou um dos primeiros Homininae a dominar a tecnologia de ferramentas de pedra; e provavelmente roubava as presas de carnívoros menores, como hienas. Uma dieta mais carnívora é um dos contribuintes para o aumento do cérebro. Há um debate se seria H. habilis um ancestral humano direto e se muitos fósseis conhecidos são adequadamente atribuídos às espécies. Veja: Homo rudolfensis. |
| 1,9 MdA       | Homo erectus evoluiu na Africa. O Homo erectus carregaria semelhança aos seres humanos modernos, mas tinha um cérebro com aproximadamente 74% daquele do homem moderno. Ainda assim, controlava o fogo e caçava; e migrou para a Ásia. Sua testa é menos inclinada e os dentes são menores. Já era completamente sem pelos - e, em consequência, desenvolveu pele escura. Acredita-se ser um ancestral dos humanos modernos. |
| 1,2 - 0,8 MdA | Provável divisão entre a linhagem humana moderna e a linhagem que deu origem ao Homo neanderthalensis e aos Denisovanos. |
| 700 MAA       | Homo heidelbergensis migra para a Europa; e provavelmente é o antepassado direto dos Neandertais e dos Denisovanos, além de apresentar bastante semelhança com os Homo sapiens arcaicos encontrados na África: Homo rhodesiensis e Homo sapiens idaltu. Hoje não se sabe se o H. heidelbergensis foi antepassado direto do homem moderno, o qual muitos acham que foi o Homo antecessor, espécie pouco conhecida e baseada em fósseis achados nas colinas de Atapuerca (Espanha). Apresenta caracteres gerais intermediários entre H. erectus/H. ergaster e o H. sapiens. |
| 300 MAA       | Fósseis atribuídos ao Homo sapiens, juntamente com ferramentas de pedra, datados de há aproximadamente 300.000 anos, encontrados em Jebel Irhoud, Marrocos. |
| 300-200 MAA   | Nascimento do "Adão Y-cromossomial" na África (provavelmente na Etiópia ou Sudão). Pensa-se que ele é o mais recente ancestral comum dos quais todos os cromossomos Y dos machos humanos descendem. O Adão Y-cromossomial não é o mesmo indivíduo em todos os pontos na história humana. O mais recente ancestral paterno comum dos humanos hoje vivos é diferente dos humanos que viverão daqui a mil anos: como as linhagens masculinas desaparecem, um indivíduo mais recente, o Y-mrca de uma sub-árvore de Adão-Y, virá a ser o novo Adão-Y. |
| 160 MAA       | Homo sapiens (Homo sapiens idaltu) na Etiópia, Rio Awash, Vila Herto, praticavam rituais mortuários e matavam hipopótamos. |
| 230-100 MAA   | Nascimento da "Eva mitocondrial" na África. Ela é a fêmea ancestral de todas as linhagens mitocondriais dos humanos hoje vivos. |
| 130 MAA       | FOXP2 (gene associado com o desenvolvimento da fala) surge. |
| 150-100 MAA   | Os primeiros humanos anatomicamente modernos (Homo sapiens sapiens) surgem na Africa. |
| 100 MAA       | Humanos modernos chegam à Ásia via duas rotas: uma pelo norte, através do Oriente Médio; e outra rota mais ao sul, pela Etiópia, via Mar Vermelho e sul da Arábia. Mutações causam mudanças de cor na pele, permitindo a melhor absorção de luz UV para diferentes latitudes (antes, todos os humanos tinham pele escura). As modernas "raças" (etnias) iniciam sua formação, mas note que as populações africanas mantém mais diversidade em seus genótipos que todos os outros humanos, que são consequentemente apenas um subconjunto de diversidade que deixou a África. Veja : Hipótese da origem única. |
| 74 MAA        | Erupção de um supervulcão em Toba, Sumatra, Indonésia; e seis anos de invernos vulcânicos causam um decréscimo da população de Homo sapiens a prováveis 2.000 indivíduos apenas. Apesar de hoje haver bilhões de humanos e apenas milhares de chimpanzés, estes têm mais variação genética entre si do que os humanos têm. |
| 60 MAA        | Humanos modernos emigram da África pela segunda vez, chegando à Ásia, Austrália (e viriam a ser os atuais aborígenes) e Europa . A expansão ao longo da costa ajuda a mais rápida expansão para o interior dos continentes. Ao se expandir por estes, o Homo sapiens entra em contato com Neandertais e Denisovanos. Todos os humanos com ascendência não africana carregam genes dessas espécies, o que prova que houve procriação entre humanos diferentes. O Homo floresiensis, possível descendente de uma população asiática de Homo erectus, se extingue. |
| 38 MAA        | Os Neanderthais se extinguem, deixando o Homo sapiens e os Denisovanos como as únicas espécies vivas do gênero Homo. |
| 32-14 MAA     | Humanos modernos migram para o Norte da Ásia, o Japão e às ilhas Salomão. Entram na América do Norte a partir da Sibéria em numerosas ondas migratórias, algumas através da ponte terrestre de Bering, mas ondas anteriores, provavelmente por saltos de ilha em ilha, através das ilhas Aleutas. Nas últimas duas das primeiras ondas, deixaram poucos ou nenhum descendente genético entre os americanos, ao tempo em que europeus atravessaram o Oceano Atlântico no século XV. Há estudiosos que propõem uma outra migração, vinda das ilhas do Pacífico Sul. Estima-se que o marcador genético M343 tenha se originado em um indivíduo masculino na África, há pelo menos 30 000 anos; e tenha se propagado desde então. Este marcador genético é portado pela maioria dos Europeus Ocidentais. Ele é portado por 70 % da população inteira da Inglaterra; e cerca de 90 % de algumas partes da Espanha e Irlanda; e é também herança dos Cro-Magnon. |
| 29-12 MAA     | Os Denisovanos provavelmente se extinguem nesta época. |
| 10 MAA        | Humanos alcançam a Terra do Fogo na ponta da América do Sul, a última região continental então inabitada por humanos (excluindo a Antártida). A agricultura é desenvolvida independentemente em diferentes lugares. |